# أوبن ستي
أوبين سيتي  (بالإنجليزية: OpenCity)‏ هي لعبة فيديو من نوع بناء مدن، صدرت في 22 أكتوبر 2009، وهي متوفرة على أكثر من نظام.